# Boston Celtics 1953-1954
La stagione 1953-54 dei Boston Celtics fu l'8ª nella NBA per la franchigia.
I Boston Celtics arrivarono secondi nella Eastern Division con un record di 42-30. Nel primo turno di play-off, disputato con Syracuse Nationals e New York Knicks in un girone all'italiana, vinsero due partite, perdendone due. Persero poi la finale di division con i Syracuse Nationals (2-0).

## Roster
| N° | Naz.                   | Ruolo | Sportivo      | Anno | Alt. | Peso |
| -- | ---------------------- | ----- | ------------- | ---- | ---- | ---- |
| 11 | Stati Uniti (bandiera) | A     | Chuck Cooper  | 1926 | 196  | 95   |
| 12 | Stati Uniti (bandiera) | GA    | Bob Donham    | 1926 | 188  | 86   |
| 13 | Stati Uniti (bandiera) | AC    | Bob Harris    | 1927 | 201  | 88   |
| 14 | Stati Uniti (bandiera) | G     | Bob Cousy     | 1928 | 185  | 79   |
| 15 | Stati Uniti (bandiera) | AC    | Ed Mikan      | 1925 | 203  | 104  |
| 16 | Stati Uniti (bandiera) | AC    | Jack Nichols  | 1926 | 201  | 101  |
| 17 | Stati Uniti (bandiera) | AC    | Don Barksdale | 1923 | 198  | 91   |
| 18 | Stati Uniti (bandiera) | AC    | Bob Brannum   | 1925 | 196  | 98   |
| 21 | Stati Uniti (bandiera) | G     | Bill Sharman  | 1926 | 185  | 79   |
| 22 | Stati Uniti (bandiera) | AC    | Ed Macauley   | 1928 | 203  | 84   |
| 23 | Stati Uniti (bandiera) | GA    | Ernie Barrett | 1927 | 191  | 82   |

## Staff tecnico
- Allenatore: Red Auerbach
- Preparatore atletico: Harvey Cohn